# Madonna del Baldacchino (Luca Giordano)
La Madonna del Baldacchino è un dipinto a olio su tela di Luca Giordano, ritenuto come uno degli apici della sua vastissima produzione a tema religioso.

## Storia
Essa venne realizzata dal Giordano nel 1686 per essere destinata a sormontare l'altare destro del transetto della Chiesa di Santo Spirito di Palazzo, distrutta nel primo quarto del XIX secolo durante i lavori che portarono alla costruzione dell'attuale Piazza del Plebiscito a Napoli. Godette fin da subito di tale fama e apprezzamento, da essere definita meraviglia dell'arte da Bernardo De Dominici e da affascinare i molti viaggiatori del Grand Tour che si recavano appositamente in quella chiesa per ammirarla. Tra questi ci fu Jean-Honoré Fragonard che realizzò un disegno, oggi conservato presso il Norton Simon Museum di Pasadena. Nel 1806 l'arrivo dei francesi portò alla soppressione degli ordini monastici, cosa che causò il passaggio di moltissime opere d'arte contenute nelle strutture ecclesiastiche napoletane nelle collezioni reali. Questo destino riguardò dunque anche questa pala d'altare, la quale divenne prima parte del Museo Nazionale e poi del Museo di Capodimonte una volta che quest'ultimo venne fondato nel 1957. In perfette condizioni di conservazione, è attualmente esposta al secondo piano del sopracitato museo in una sala che contiene una serie di grandi pale d'altare realizzate da Luca Giordano per chiese napoletane attualmente chiuse, sconsacrate o demolite.

## Descrizione
Da un punto di vista iconografico quest'opera è raffigurata in maniera molto diversa rispetto alla tradizionale configurazione del soggetto della Madonna del Rosario. Infatti, per prima cosa, la Madonna insieme al suo Bambino non è più collocata sulla classica nuvola, ma è scesa giù sulla terra protetta da un baldacchino istoriato sorretto da degli angeli. Essa, poi, non veste il classico manto azzurro, ma è avvolta da un’insolita candidissima veste bianca e il suo capo è cinto dalle dodici stelle della visione apocalittica con un chiaro riferimento all’Immacolata Concezione. Come da consuetudine porge il rosario a San Domenico e Santa Caterina da Siena, i quali sono circondati da una folla di fedeli ritratta in gesti d'adorazione in un contesto che sembra quasi "fotografare" lo svolgersi di una processione.
Il grandioso e scenografico insieme dell'opera, contraddistinto soprattutto dalla figura imponente e luminosa della Vergine e dal fastoso baldacchino, costituisce un palese omaggio del maestro napoletano all'arte estrosamente barocca di Gian Lorenzo Bernini.